# Dassen Island
Dassen Island (Afrikaans: Dasseneiland) ist eine südafrikanische Insel im Atlantik. Sie liegt etwa neun Kilometer vor der Küstenstadt Yzerfontein und 55 Kilometer nördlich von Kapstadt.

## Geographie
Dassen Island misst 3,1 Kilometer in Nordwest-Südost-Richtung und 1,0 Kilometer von Südwest nach Nordost; die Fläche beträgt rund 273 Hektar. Damit ist sie nach dem südlich gelegenen Robben Island die zweitgrößte Insel im Küstenbereich des südafrikanischen Festlandes.
Die Insel besteht aus feinkörnigem, turmalinhaltigem feinkörnigen Granit, der zu einem Biotitgranit übergeht und teilweise von Sand bedeckt ist. Die Insel ist flach; auf der höchsten, etwa 13 Meter hohen Erhebung nahe der Südspitze steht der 28 Meter hohe Leuchtturm. An der Küste findet man rundgeschliffene Felsblöcke. Außer im Osten ist die Insel von Riffen umgeben. Im Norden liegt die Bucht House Bay, im Osten die Waterloo Bay.
Der kalte Benguela-Strom im Südatlantik sorgt für gemäßigte Temperaturen.
Dassen Island ist von einem Leuchtturmwärter und einigen Rangern bewohnt, deren Häuser sich im Norden nahe der Anlegestelle befinden. Ein Weg führt quer über die Insel zum Leuchtturm. Teile der Insel sind von einer niedrigen Betonmauer umrandet.

## Geschichte

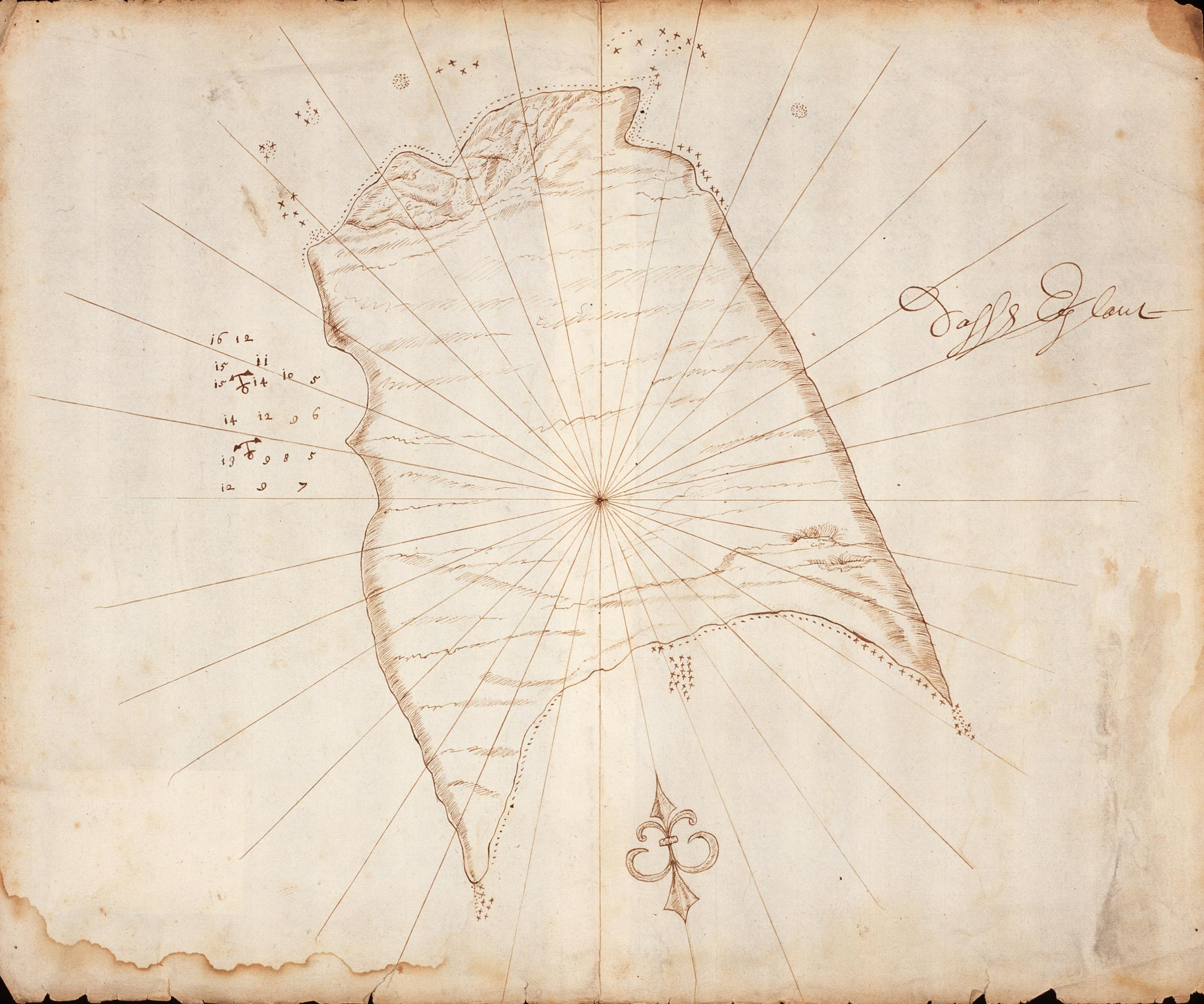
Niederländische Karte von 1654; annähernd nach Süden ausgerichtet

Die Insel wurde von portugiesischen Seefahrern Ilha Branca („Weiße Insel“) genannt. Der Niederländer Joris van Spilbergen benannte sie im Jahr 1601 in Elizabeth Eiland um und Edward Michelbourne nannte sie 1605 Coney Island. Schließlich setzte sich Dasseneiland oder Dassen Island durch, nach dassie (afrikaans) für Klippschliefer oder Hyrax (Rock hyrax) oder Cony. Die Insel wies damals große Kolonien dieser Tiere auf.
Eine dicke Schicht Guano wurde in den 1840er Jahren abgebaut. Von 1870 bis in die 1960er Jahre wurden auf der Insel Pinguineier gesammelt, mit einem Maximum von 600.000 im Jahr 1919. Erst als die Bestände stark zurückgingen, verbot man das Sammeln. Die Insel und das umliegende Meeresgebiet wurden 1987 schließlich als Naturschutzgebiet Dassen Island Reserve ausgewiesen.
In der Vergangenheit kam es immer wieder zu Schiffbrüchen. 1994 strandete der Erzfrachter Apollo Sea in der Nähe und verursachte eine Ölpest, der auf Dassen Island tausende Brillenpinguine zum Opfer fielen. Im Jahr 2000 starben erneut viele Pinguine, nachdem der Erzfrachter Treasure zwischen Robben Island und Dassen Island havariert war.

## Flora und Fauna
Die Insel ist nur spärlich bewachsen, unter anderem mit Sukkulenten. Im Winter blühen zahlreiche Pflanzen. Dassen Island wird vor allem von Seevögeln bewohnt, darunter dem Brillenpinguin (Spheniscus demersus), von dem es rund 16.000 Individuen und 2700 Brutpaare gibt, und bedeutende Vorkommen von Rosapelikan – mit 550 Brutpaaren im Jahr 1996 –, Schwarzer Austernfischer – mit rund 280 Individuen acht Prozent der Gesamtzahl –, vier Kormoran-Arten, Dominikanermöwe, Hartlaubmöwe und Eilseeschwalbe. Daneben gibt es Neozoen wie Kaninchen, Mäuse und Katzen. Zur Zugzeit bevölkern zahlreiche weitere Watvögel die Insel.
1930 drehte Cherry Kearton einen Dokumentarfilm über die Pinguine von Dassen Island mit dem Titel Dassan: An Adventure in Search of Laughter Featuring Nature’s Greatest Little Comedians. Im selben Jahr veröffentlichte er darüber ein Buch mit dem Titel Island of Penguins (deutsch als: Die Insel der fünf Millionen Pinguine).

## Verkehr
Die Insel wird gelegentlich im Ausflugsverkehr angefahren; der Zugang zur Insel ist aus Gründen des Naturschutzes limitiert.